# Giosuè Carducci

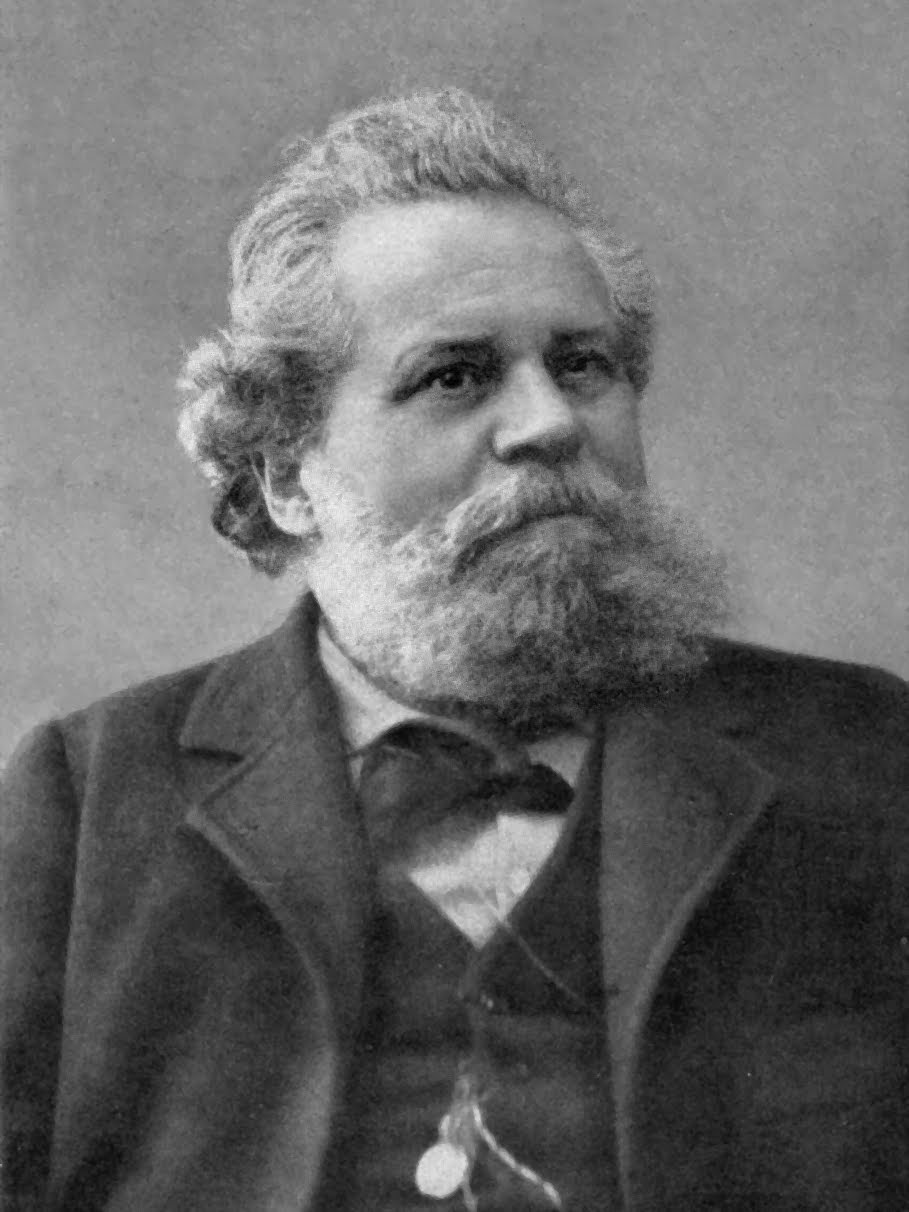
Giosuè Carducci

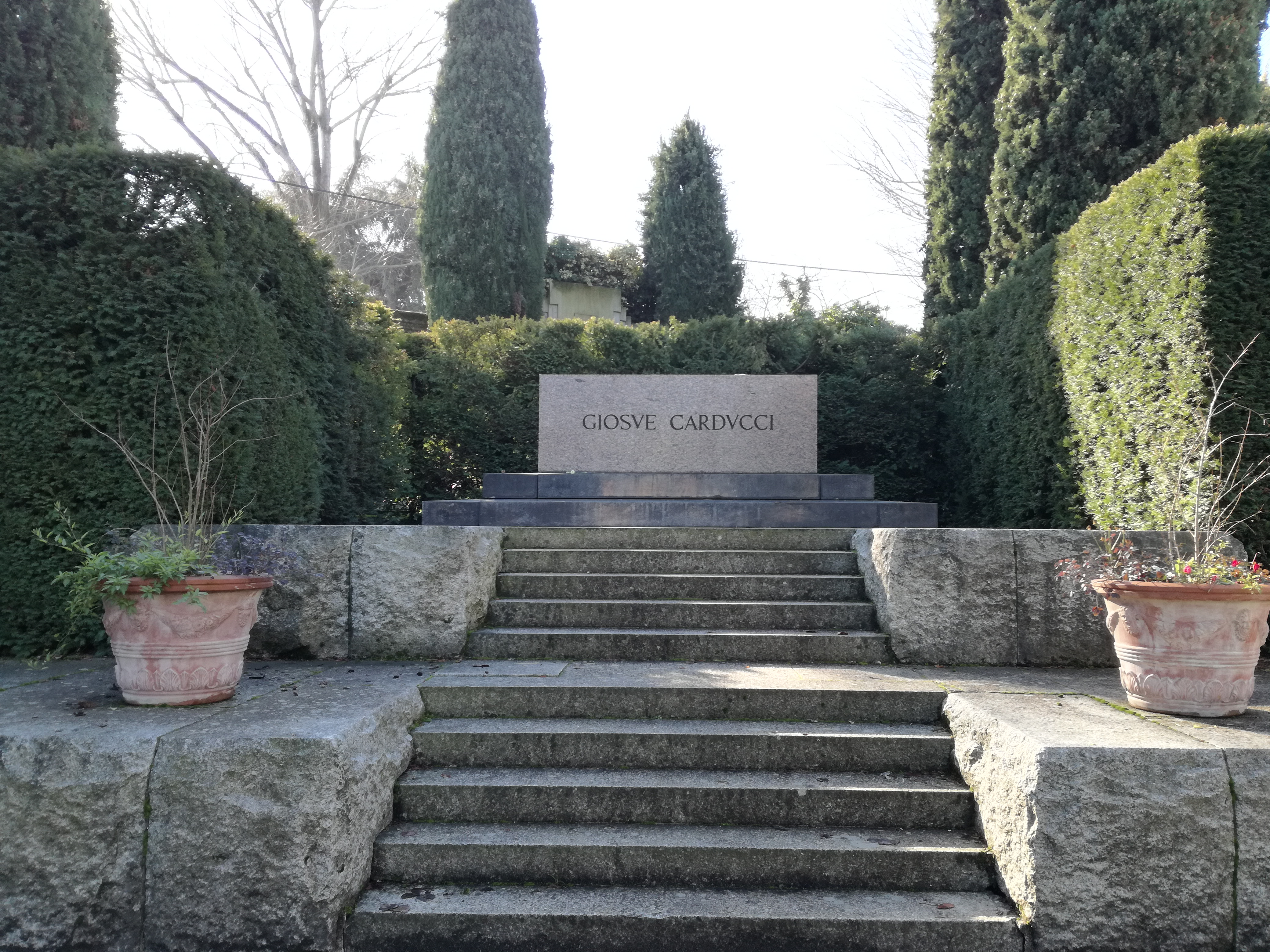
Grabstein Giosuè Carducci

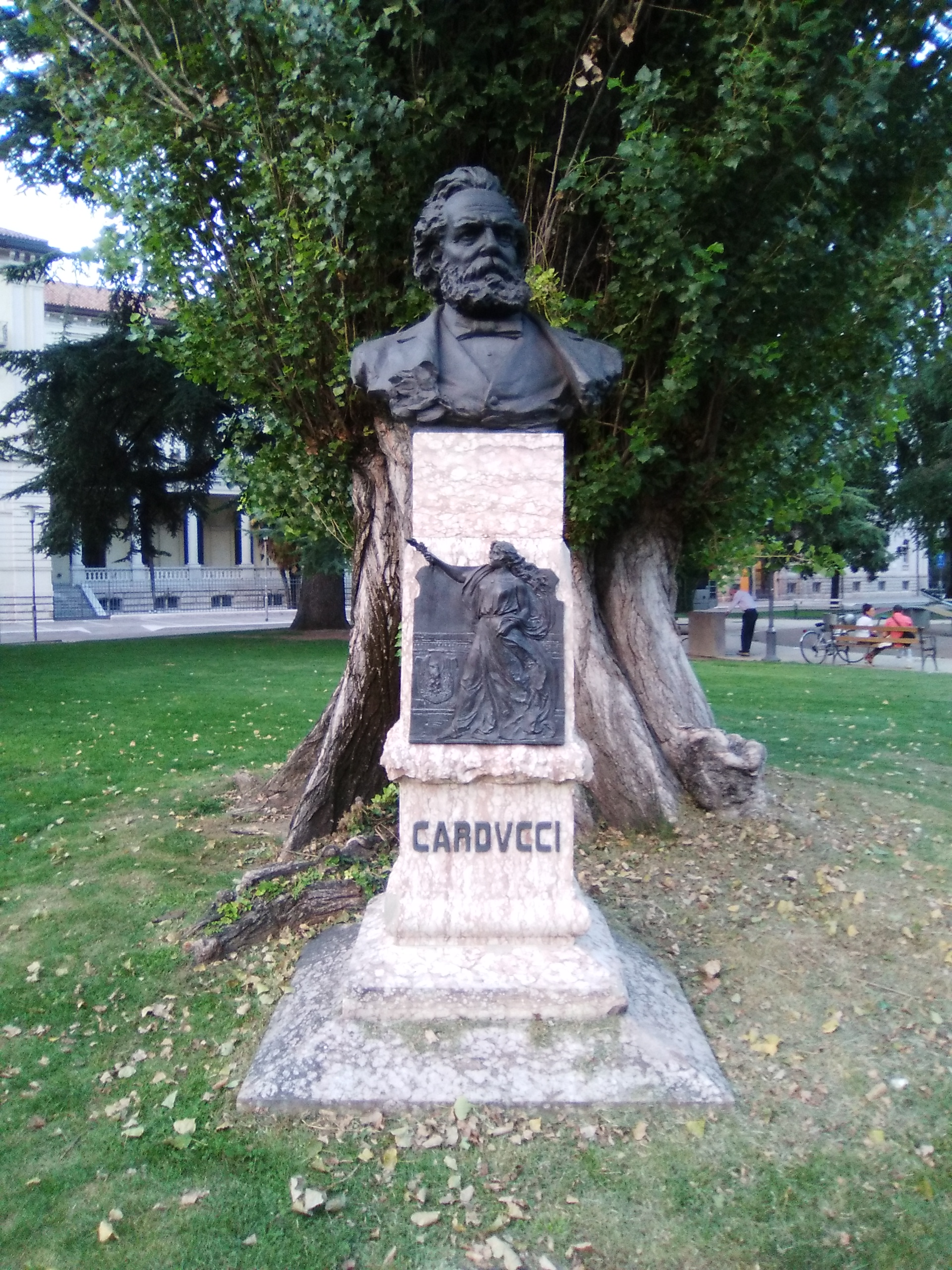
Gedenkstein in Trento

Giosuè Carducci [dʒozuˈɛ karˈduttʃi] (Pseudonym: Enotrio Romano; * 27. Juli 1835 in Valdicastello, heute Pietrasanta, Toskana; † 16. Februar 1907 in Bologna) war ein italienischer Dichter, Redner und Literaturhistoriker. 1906 erhielt er den Nobelpreis für Literatur.

## Leben
Giosuè Carducci war der Sohn eines Landarztes, sein Vater war als Mitglied des patriotischen Geheimbundes der Carbonari inhaftiert worden. Dieses Ereignis machte Carducci zum lebenslangen Republikaner. 
Carducci wuchs in der pisanischen Maremma auf, deren tiefe und eigentümliche Natureindrücke schon den Knaben zu dichterischen Versuchen anregten. Seine spätere Jugendzeit verlebte er in Florenz, wohin sein Vater übergesiedelt war. Schon sehr früh interessierte er sich auch für die Werke antiker griechischer und römischer Autoren. 
Carducci studierte Philologie an der Universität Pisa und promovierte dort zum Doktor der Philosophie. Von 1856 bis 1857 war er als Lehrer der Rhetorik in San Miniato bei Pisa tätig. Aufgrund seiner atheistischen Ansichten wurde seine Bewerbung um eine Professur für Griechisch in Arezzo abgelehnt. 1860 wurde er Professor für Griechisch in Pistoia, 1861 Professor für italienische Literatur in Bologna, diese Stelle hatte er bis 1903 inne. Dort verhalf er dem späteren Professor für Linguistik Alfredo Trombetti zu einem Studium. Bei ihm studierte unter anderem der sozialistische Politiker Andrea Costa, mit dem er noch Jahre später Kontakt hatte.
Carducci wurde 1862 Mitglied der Freimaurerloge „Galvani“ und Mitbegründer der Loge „Felsinea“ in Bologna, später affiliiert in der Loge „Propaganda Massonica“. 
1890 wurde Carducci, der als politischer Dichter und herausragender Redner schon damals beträchtliches Ansehen genoss, zum Senator berufen. Ab 1887 war er korrespondierendes Mitglied, ab 1897 socio nazionale der Accademia dei Lincei. Ab 1886 war er auch korrespondierendes Mitglied der Accademia della Crusca in Florenz.
1906 erhielt Carducci den Nobelpreis für Literatur. Im darauf folgenden Jahr starb Giosuè Carducci und wurde auf dem Cimitero Monumentale della Certosa in Bologna begraben.

## Entwicklung seines Stils
Schon früh war Carducci mit kleinen literarhistorischen Arbeiten in Zeitschriften hervorgetreten, desgleichen mit einer lyrischen Sammlung: Rime (1857). Kräftiger kam die Eigenart des Dichters in den weiteren Sammlungen zum Ausdruck: Levia gravia (1868) und I Decennali. Hier verrät er sich als ein Poet von ungewöhnlicher Kühnheit und Originalität des Gedankens. 
Sensationellen Erfolg hatte eine kleine, 1863 geschriebene Hymne: Inno a Satana, die er 1865 unter dem Pseudonym Enotrio Romano als eine Art von Flugblatt zur Verteilung an Freunde drucken ließ. Der verneinende Geist, die rebellione, die forza vindice della ragione, wird darin mit schlagender Gewalt der Sprache als die treibende Kraft des Menschenlebens und der Weltgeschichte, als der Genius geistiger Unabhängigkeit und Schrankenlosigkeit, als Prinzip allen Fortschritts gefeiert. 
Das Gesamtbild des genialen Dichters geben die Poesie di Enotrio Romano (1871), eine Sammlung, in der auch das früher Erschienene vereinigt ist, und der die Nuove poesie (1873; 4. Auflage 1881) und die Giambi ed epodi (1882) folgten. 
Seine Vorliebe für die altrömische Vergangenheit regte ihn auch zu Dichtungen in den Strophenformen der Oden des Horaz an: Odi barbare (3. Auflage 1880) und Nuove odi barbare (1882). 
Eine deutsche Auswahl seiner Gedichte hat Betty Jacobson mit einer Einleitung von Karl Hillebrand (1880) erscheinen lassen.

## Nachruhm
In Thomas Manns Werk Der Zauberberg teilt der Freidenker und Aufklärer Ludovico Settembrini der Hauptfigur Hans Castorp mit, er habe auf seinen Lehrer Carducci nach dessen Tod einen Nachruf für deutsche Zeitungen geschrieben.
Eine Gemeinde in der Toskana (Provinz Livorno) zwischen Pisa und Grosseto heißt nach ihm Castagneto Carducci. In den Sextner Dolomiten wurde die 1908 errichtete Carduccihütte nach dem Dichter benannt. In zahllosen Städten Italiens – größeren wie kleineren – gibt es nach Carducci benannte Straßen (Via Giosuè Carducci).

## Museum Casa Carducci in Bologna
Das Carducci gewidmete Museum an der Piazza Carducci 5, dem letzten Wohnsitz des Dichters ab 1890, ist ein Wohnungsmuseum mit angeschlossener Bibliothek (35.000 Bände) und Archiv. Die Bestände waren von Königin Margherita di Savoia 1902 aufgekauft worden und wurden nach Carduccis Tod der Stadt Bologna übertragen. Im Garten im italienischen Stil, der das Haus umfasst, befindet sich eine Marmormonument Carduccis des Bildhauers Leonardo Bistofli von 1928.

## Werke
- Rime, 1857
- Juvenilia, 1857
- Inno a Satana, 1865
- Levia Gravia, 1868
- Studi letterari, 1874
- Bozzetti critici e discorsi letterari, 1876
- Odi Barbare, 1877
- Miramare, 1878
- Giambi ed epodi, 1882
- Ça ira, 1883

### Werke in deutscher Übersetzung
- Ausgewählte Gedichte. Metrisch aus dem Italienischen übersetzt von Bettina Jacobson. Mit einer Einleitung von Karl Hillebrand. Wilhelm Friedrich, Leipzig 1880
- 30 Gedichte von Giosuè Carducci in: Italienische Dichter seit der Mitte des 18ten Jahrhunderts. Übersetzungen und Studien von Paul Heyse, 4. Bd., Hertz, Berlin 1889, S. 93–124 (Digitalisat im Internet Archive)
- Ça ira. Zwölf Sonette. Ins Deutsche übertragen und erläutert von Dr. C. Mühling. Hüttig, Berlin 1893
- Ausgewählte Gedichte. Aus dem Italienischen übersetzt von Bettina Jacobson. Insel Verlag, Leipzig 1907
- Odi Barbare. Metrisch übertragen von Fritz Sternberg. Carl Winters Universitätsbuchhandlung, Heidelberg 1913
- Gedichte. Aus der Sammlung Nobelpreis für Literatur 1906. Aus dem Italienischen von Bettina Jacobson und Fritz Sternberg. Mit Illustrationen von Günter Schöllkopf. Coron-Verlag, Zürich o. J. (um 1970)